# Teatro comunale Alice Zeppilli
Il teatro comunale Alice Zeppilli è un teatro situato nel palazzo municipale di Pieve di Cento, nella città metropolitana di Bologna.
Il teatro è dedicato alla memoria del soprano Alice Zeppilli, cantante di grande talento che si esibì in famosi teatri internazionali e che sposò il pievese Giuseppe Alberghini, primo violoncello dell'orchestra di Chicago.
Nelle sale del foyer è ospitato il Museo della musica che espone la collezione di liuteria fabbricata da Luigi Mozzani e i cimeli del fondo Zeppilli-Alberghini.

## Storia
Fin dal 1671 esisteva a Pieve di Cento un antico teatro posto in una casa presso il monastero delle Clarisse in via San Carlo, detta poi via del Teatro. Era sorto per iniziativa di alcuni privati cittadini appartenenti a cospicue famiglie pievesi: Francesco Guidicini, Giambattista Gallini, Benedetto Melloni, Giovan Battista Bongiochi, Girolamo Barbieri e Orazio Fornasari. Questa sala teatrale fu demolita all'inizio dell'Ottocento, di essa si conserva un solo documento iconografico nel primo volume della Raccolta Melloni-Crescimbeni, una pianta schizzata nel 1749 in modo assai e schematico dal capomastro Giacomo Cantelli. Costruita in un ampio vano quadrangolare simmetricamente suddiviso tra spazio scenico e spazio per il pubblico di uguale profondità e di una larghezza fuori dal comune, presentava una cavea con tre ordini di palchi in legno, undici al primo e al secondo ordine, tre soli al terzo per lasciare spazio a due ampie palchesse per la gente comune. 
(Lenzi, p. 425)

Dai verbali consigliari della Comunità pievese risulta che il 10 gennaio 1674 furono concesse alla gioventù che operava nel teatro la somma di 25 scudi (da pagarsi al cassiere dell'Accademia) affinché il teatro fosse dotato di uno scenario nuovo. Quattro anni dopo nel 1678 la Comunità sostenne nuovamente le spese per uno scenario, i fondi furono stornati dalla corsa alla quintana. Dal 1696 il Consiglio si impegnò a dare annualmente un contributo per le commedie e nel contempo obbligò i proprietari a non negare mai il teatro alla gioventù; nello stesso anno sono destinate al teatro le multe di malaffitto. L'Accademia pievese degli Illustrati (inizialmente detta semplicemente "della Pieve"), a quanto risulta, si occupava anche degli spettacoli teatrali: infatti, il 28 settembre 1740 la Comunità concesse loro otto scudi annui al fine di poter fare le commedie durante il carnevale, periodo in cui si concentravano la maggior parte degli spettacoli. Questo privilegio fu mantenuto quasi ininterrottamente, anche se a fasi alterne, per tutto il secolo e oltre. Pertanto, organizzazione ed allestimento degli spettacoli risultò sempre in mano alla gioventù pievese, diretta dal rettore o vicerettore degli Scolopi od ancora da qualche accademico tra cui Felice Crescimbeni, pur tra innumerevoli difficoltà. Talvolta allestirono opere di un certo rilievo, riuscendo a piacere al pubblico (si veda in proposito il carteggio Crescimbeni-Melloni, conservato presso l'archivio storico comunale). Nel febbraio 1749 si recitò la Merope di Scipione Maffei e il Bassà in fuga; nel 1752 e 1753 l'Alzira, con gli intermezzi in musica a due voci, e il Cicisbeo; mentre nel 1754 si diedero due commedie: una di Carlo Goldoni e l'altra di Giovan Battista Fagiuoli. Tra il 1754 e il 1757 il teatro è oggetto di opere di abbellimento, mentre nel 1762 si chiede di utilizzare la dote di otto scudi per riformare gli scenari. Per il carnevale del 1763 la gioventù pievese progetta di mettere in scena l'Antigone in Tebe e una commedia di Goldoni. Nel 1770 il teatro minaccia di andare in rovina, ma da quanto ricavato dai documenti risulta che vi si continuano a fare rappresentazioni fino al 1776. Nel 1789 è ormai in grave stato di degrado e non è più utilizzato, anche se sopravvive ancora per qualche tempo, è infatti rilevato nel corso del censimento condotto nel 1798 per conto della Repubblica Cisalpina, in previsione di una riorganizzazione globale dei servizi teatrali a livello nazionale, e risulta essere l'unico esistente a Pieve e di proprietà di Angeli, Guidicini e Bongiochi. Per tutto il periodo in cui questo teatro fu attivo, poco più di un secolo: 
(Lenzi, p. 427)
, in quanto il ricavato della vendita dei biglietti servì soltanto per il rientro delle spese sostenute per gli allestimenti o per apportare migliorie alla sala teatrale o per acquisire nuovi scenari.
Nel 1785 la gioventù chiese per la prima volta la sala del palazzo Apostolico (residenza municipale), onde farvi l'accademia di "poesie bernesche intermezzate da canti e suoni". La richiesta si ripeté l'anno successivo, e in seguito con una certa regolarità. Tutto fa quindi supporre che da questo momento sia iniziato l'uso, per le rappresentazioni, della Sala del Palazzo Pubblico. Nel 1824 si afferma, nell'estratto di una seduta della Magistratura, che la sala fu «ridotta un giorno ad uso di teatro per fornire unicamente li Dilettanti di Commedie di un mezzo atto ad esercitare li loro talenti in si fatta specie di Genio sommamente lodevole», ed era stata dotata l'anno seguente: si suppone nel 1786, di un giro di palchetti. In seguito fu aggiunto un altro ordine di palchi, in quanto nel 1825 Matteo Melloni, capo impresario dei dilettanti pievesi, chiese che fossero fatti alcuni lavori della massima importanza nel Teatro Comunale, tra cui una scala per ascendere al secondo ordine dei palchi e riparazioni ai parapetti dei medesimi; occorreva inoltre chiudere le finestre del palcoscenico, tranne una per darvi luce. Permanè comunque il carattere di provvisorietà della struttura: infatti, all'accademico filarmonico bolognese Francesco Galliani, che nell'agosto 1829 ne richiede l'utilizzo per il successivo 6 settembre, venne risposto che «la sala comunale che serve provvisoriamente da teatro, siccome qui non avvi altro locale adatto, sarà a disposizione». Questo aspetto non impedì di utilizzarlo in modo regolare, sia dai dilettanti pievesi che dalle compagnie di giro, fino al 1852: nel mese di maggio la compagnia Verardini vi rappresentò il melodramma serio Ernani, con musiche di Giuseppe Verdi.
Nel frattempo, la comunità di Pieve prese in seria considerazione l'opportunità di edificare un nuovo teatro inteso come edificio autonomo e dotato, oltre che di un'adeguata sala teatrale, dei necessari locali di ritrovo e servizio. A tale scopo furono, fin dal 1847, allacciati rapporti con l'ingegnere centese Antonio Giordani (1813-1897), che successivamente progetterà anche il teatro comunale di Cento e quelli di Massa e Crevalcore, oltre a quello di Maracaibo (Venezuela). L'elevato preventivo di spesa indusse però gli amministratori ad optare per una soluzione meno onerosa: la risistemazione dell'esistente teatro situato dentro il palazzo municipale. Nel 1853 il priore pontificio Angeli propose al Consiglio il restauro del teatro, reso possibile grazie ai finanziamenti di aspiranti alla proprietà dei palchetti. Il progetto, redatto sempre dal Giordani, ottenne l'approvazione del delegato pontificio, il quale esaminatolo lo restituì al priore Angeli con la raccomandazione di far eseguire l'opera "in via economica e non di appalto", autorizzando la spesa di 1026 lire.

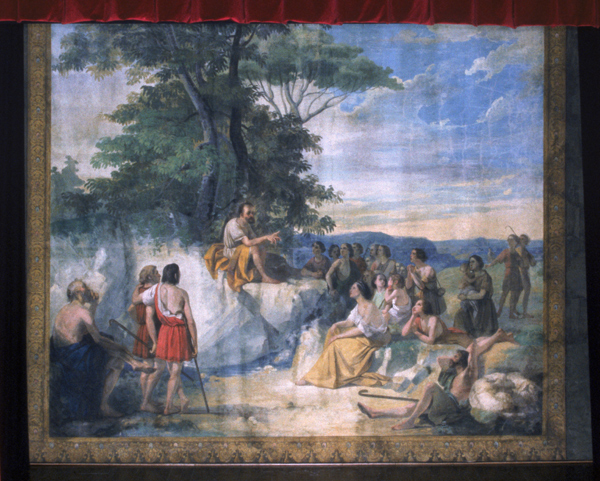
Il sipario realizzato da Adeodato Malatesta, Esopo che parla ai pastori

Dopo il restauro, il teatro fu inaugurato il 25 agosto 1856 con Il trovatore e il Viscardello (Rigoletto). Le rappresentazioni si susseguirono regolarmente fino al 1911, poi il teatro andò lentamente in disuso e le leggi di pubblica sicurezza ne determinarono la chiusura nel 1929. Durante la seconda guerra mondiale subì danni e nel 1954 furono effettuati alcuni restauri a cura dell'ufficio tecnico comunale: ripristinati i pavimenti, rinnovati gli arredi dei palchi, ripresi gli stucchi, rifatto l'impianto elettrico; inoltre il piccolo palcoscenico fu sostituito da una pedana per l'orchestra, in quanto il teatro veniva utilizzato per veglioni di carnevale e serate danzanti in genere.
Rimasto inutilizzato per molti anni, il teatro fu oggetto di un lungo e complesso intervento di restauro. Negli anni 1980 l'amministrazione comunale pievese affrontò nuovamente il problema della conservazione e del recupero funzionale di questo bene: il teatro è stato quindi interessato a una serie di interventi di complessivo consolidamento strutturale, rifacimenti alle coperture e parziale redistribuzione dei servizi e dei vani accessori, che più ampiamente coinvolgono l'intera residenza municipale.
Nel 2000 venne avviato un organico progetto di recupero del teatro, diretto dagli architetti bolognesi Guido Cavina e Roberto Terra, il cui fine ha avuto il duplice obiettivo di restituire integralmente la sala teatrale e gli ambienti ad essa collegati alle originarie funzioni, conservandone sia l'assetto tipologico e spaziale, sia l'insieme degli apparati decorativi che vi si conservano. Inoltre, si è provveduto all'adeguamento dei servizi e delle dotazioni impiantistiche, tecnologiche e di sicurezza, nell'indispensabile rispetto della normativa di legge, recuperando, se possibile, quanto esisteva ed era stato predisposto nel corso dei precedenti interventi, integrandolo e potenziandolo dove necessario. Come per esempio per i locali tecnici e di servizio agli spettacoli ricavati negli spazi del sottotetto attigui al palcoscenico, quest'ultimo integralmente ricostruito con struttura lignea è sormontato dalla graticciata. Nel consolidamento strutturale dei palchi si è provveduto alla rimozione delle sovrastrutture e dei puntelli provvisori e al ripristino degli elementi lignei trave-pilastro-assito, conservando inalterate le primitive quote di calpestio. Contribuiscono alla vivezza della memoria storica del teatro il mantenimento di quegli arredi tecnici che sono pervenuti integri, quali le lampade delle balconate e la plafoniera centrale, sono invece andati perduti gli apparati tessili e gli arredi novecenteschi che sono stati reintegrati. L'intervento al bel sipario dei Malatesta è stato affidato all'opera della restauratrice pievese Licia Tasini, mentre l'apparato decorativo è stato restaurato dallo Studio Emma Biavati di Bologna. Il teatro completamente recuperato è stato nuovamente inaugurato il 6 dicembre 2003 con un concerto.
Dopo i danni subiti dal terremoto dell'Emilia del 2012, il teatro è stato riaperto il 28 dicembre 2013 con un concerto del soprano Anna Caterina Antonacci.

## Architettura

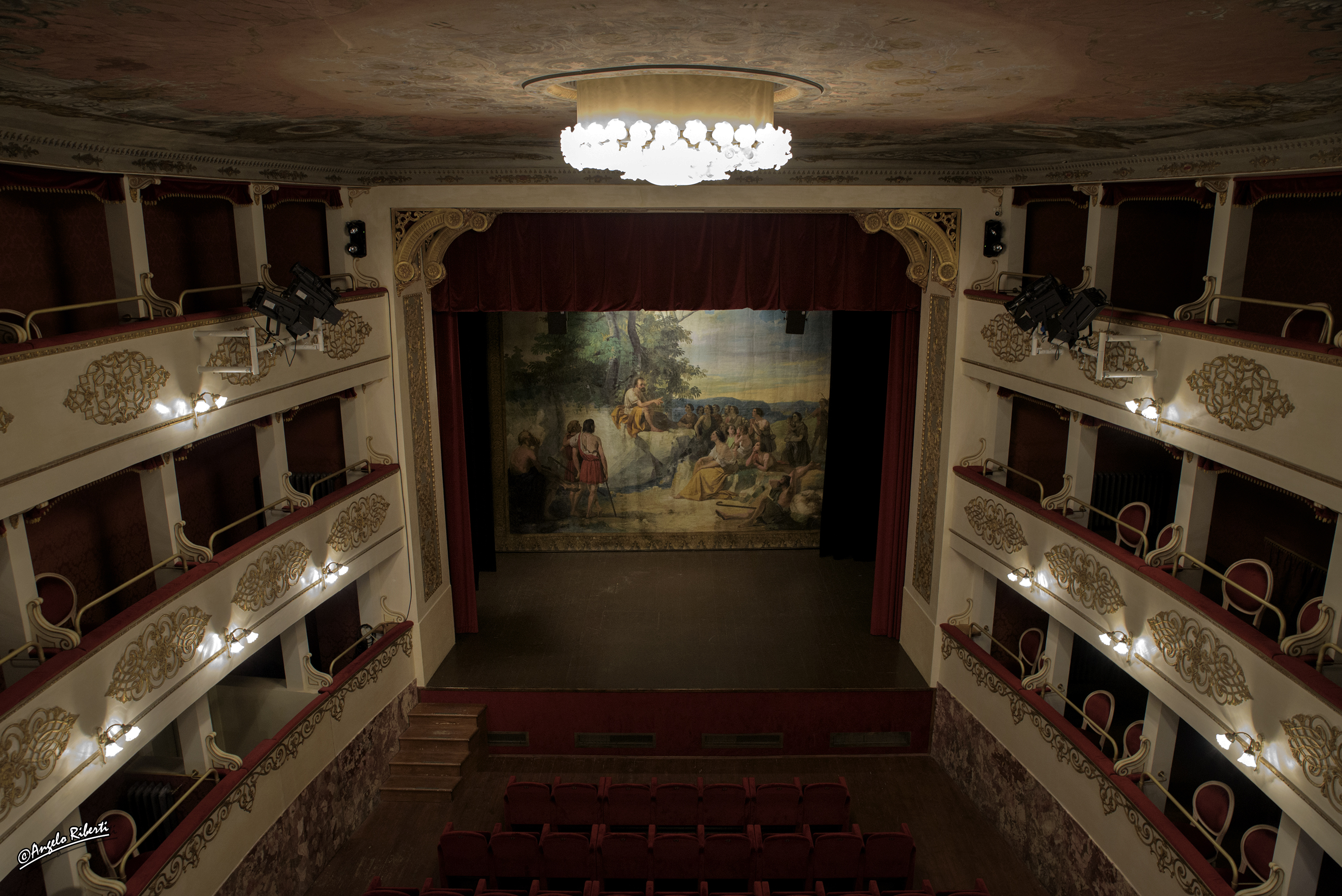
Vista dall'alto

Antonio Giordani adottò per questo teatro la consolidata tipologia del teatro all'italiana in un assetto aggiornato per la cavea a ferro di cavallo, tre ordini di palchi sovrapposti le cui parapettate sono a fascia, lisce e sporgenti, raccordate al palco da un arcoscenico architettonico.
La decorazione è semplice, ma elegante e raffinata: sulle balconate dei palchi, separati da finte colonnine con volute in legno dipinto, si susseguono fregi in stucco dorato, come pure sull'arcoscenico. La decorazione pittorica a velario del soffitto presenta festoni che raccordano dodici medaglioni. Il sipario, che tuttora si conserva, raffigura un Esopo che parla ai pastori, è opera di un Malatesta di Modena (presumibilmente Adeodato Malatesta, la cui fama era uscita dai confini modenesi, con l'apporto del fratello Massimiliano)